# 北草厂胡同
39°56′36″N 116°21′49″E / 39.943287°N 116.3637062°E
北草厂胡同是位于中国北京市西城区北部的一条胡同。

## 简介
北草厂胡同北起后牛角胡同，南到西直门内大街。明朝称“草厂”。清朝以西直门内大街为界，该巷在北，称“北草厂”；其南的小巷，称“南草厂”。 1965年定名“北草厂胡同”。